# Нигерия на летних Олимпийских играх 1968
Нигерия принимала участие в Летних Олимпийских играх 1968 года в Мехико (Мексика) в пятый раз за свою историю, но не завоевала ни одной медали.